# Saleumxay Kommasith
Saleumxay Kommasith (tiếng Lào: ສະເຫລີມໄຊ ກົມມະສິດ; sinh ngày 31 tháng 10 năm 1968) là chính trị gia Lào. Ông là Ủy viên Bộ Chính trị Đảng Nhân dân Cách mạng Lào , Phó Thủ tướng Lào.
Ông từng là Bộ trưởng Bộ Ngoại giao, Thứ trưởng Bộ Ngoại giao từ năm 2014 đến năm 2016, Trợ lý Bộ trưởng Bộ Ngoại giao.

## Tiểu sử
Saleumxay sinh tại tỉnh Houaphan, Lào. Ông tốt nghiệp Thạc sĩ quan hệ quốc tế tại Đại học Quốc gia Quan hệ Quốc tế Moskva tại Moskva, Nga từ năm 1986 đến năm 1992. Ông tiếp tục học tại Đại học Monash, Melbourne, Úc và lấy bằng Thạc sĩ khoa học xã hội về nghiên cứu và phát triển quốc tế từ năm 1996 đến năm 1997. Ngoài tiếng Lào, ông cũng nói tiếng Nga, tiếng Pháp và tiếng Anh. Ông đã kết hôn và có hai con gái.
Suốt những năm trong chính phủ, ông có một danh sách rộng các chức vụ được bổ nhiệm. Ông là Vụ trưởng Vụ Các Tổ chức Quốc tế thuộc Bộ Ngoại giao Lào từ năm 2007 đến năm 2011. Từ năm 2011 đến năm 2012, ông là Trợ lý Bộ trưởng Bộ Ngoại giao. Từ năm 2012 đến năm 2013, ông là đại diện thường trực Cộng hòa Dân chủ Nhân dân Lào tại Liên Hợp Quốc. Ông là Thứ trưởng Bộ Ngoại giao từ năm 2014 đến 2016.
Ngày 20 tháng 4 năm 2016, Quốc hội Lào khóa VIII bổ nhiệm ông giữ chức vụ Bộ trưởng Bộ Ngoại giao.